# Christophe Le Sage
Christophe Le Sage, född 15 augusti 1972 i Lyon i Frankrike, programmerare. Upphovsman till nätradion Nectarine och webbportalen Orange Juice, båda med demoscenen som målgrupp.